# Giselle Zarur
Giselle Zarur Maccise (Ciudad de México, 29 de mayo de 1987) es una periodista deportiva y reportera de televisión mexicana de Fox Deportes. También ha trabajado para las cadenas de televisión Televisa y Canal F1 Latin America, y ha cubierto una amplia variedad de deportes a lo largo de su carrera, como la Fórmula 1, la Liga MX, el tenis y el Super Bowl LIV en Miami.

## Biografía
Zarur nació el 29 de mayo de 1987, en la Ciudad de México. Es de ascendencia libanesa a través de sus padres y abuelos y es egresada del Centro de Estudios en Ciencias de la Comunicación. Zarur comenzó su carrera en la radiodifusión con la empresa de medios de comunicación Televisa en 2010, y cubrió una amplia variedad de deportes como la Fórmula 1, la Liga MX y el tenis. En la Fórmula 1 es donde obtuvo el mayor reconocimiento por su experiencia en la serie e informó sobre toda la temporada. El trabajo de Zarur en el fútbol mexicano vio su reportaje sobre finales y partidos de grandes ligas en el país, como la rivalidad de El Súper Clásico entre los clubes de América y Guadalajara.
Hizo su última transmisión de Fórmula 1 para Canal F1 Latin America en el Gran Premio de Abu Dhabi de 2017. A fines de octubre de 2018, Zarur dejó Televisa y posteriormente se mudó a la ciudad de Los Ángeles para empezar a trabajar en la cadena en español Fox Deportes en los Estados Unidos a partir de julio de 2019. Ella negó los informes de los medios de comunicación que Televisa la despidió luego de la decisión de la empresa de medios de comunicación de despedir a algunos de sus comentaristas y presentadores en abril de 2019. Zarur sintió que su carrera en Televisa había terminado, y comenzó a trabajar para Fox Deportes en julio de 2019. Presenta la transmisión semanal de Fox Deportes de la Liga MX desde México y cubrió el Super Bowl LIV en Miami.

## Vida personal
Zarur se comprometió con Harold Rodríguez en octubre de 2018 y se casó con él en una ceremonia en San Fernando, California el 19 de octubre de 2019. Es fanática del Club América.